# Hardis
 (août 2021).
 (juillet 2024).
 (juillet 2024).
La mise en forme du texte ne suit pas les recommandations de Wikipédia : il faut le « wikifier ».
Les points d'amélioration suivants sont les cas les plus fréquents. Le détail des points à revoir est peut-être précisé sur la page de discussion.
- Les titres sont pré-formatés par le logiciel. Ils ne sont ni en capitales, ni en gras.
- Le texte ne doit pas être écrit en capitales (les noms de famille non plus), ni en gras, ni en italique, ni en « petit »…
- Le gras n'est utilisé que pour surligner le titre de l'article dans l'introduction, une seule fois.
- L'italique est rarement utilisé : mots en langue étrangère, titres d'œuvres, noms de bateaux, etc.
- Les citations ne sont pas en italique mais en corps de texte normal. Elles sont entourées par des guillemets français : « et ».
- Les listes à puces sont à éviter, des paragraphes rédigés étant largement préférés. Les tableaux sont à réserver à la présentation de données structurées (résultats, etc.).
- Les appels de note de bas de page (petits chiffres en exposant, introduits par l'outil «  Source ») sont à placer entre la fin de phrase et le point final[comme ça].
- Les liens internes (vers d'autres articles de Wikipédia) sont à choisir avec parcimonie. Créez des liens vers des articles approfondissant le sujet. Les termes génériques sans rapport avec le sujet sont à éviter, ainsi que les répétitions de liens vers un même terme.
- Les liens externes sont à placer uniquement dans une section « Liens externes », à la fin de l'article. Ces liens sont à choisir avec parcimonie suivant les règles définies. Si un lien sert de source à l'article, son insertion dans le texte est à faire par les notes de bas de page.
- La présentation des références doit suivre les conventions bibliographiques. Il est recommandé d'utiliser les modèles {{Ouvrage}}, {{Chapitre}}, {{Article}}, {{Lien web}} et/ou {{Bibliographie}}. Le mode d'édition visuel peut mettre en forme automatiquement les références.
- Insérer une infobox (cadre d'informations à droite) n'est pas obligatoire pour parachever la mise en page.

Pour une aide détaillée, merci de consulter Aide:Wikification.
Si vous pensez que ces points ont été résolus, vous pouvez retirer ce bandeau et améliorer la mise en forme d'un autre article.
Hardis Group est une entreprise de services du numérique (ex SSII) française immatriculée en 1984, présidée par Nicolas Odet et dirigée par Yvan Coutaz.
Basée à Seyssinet-Pariset près de Grenoble, elle déclare réaliser pour l'année 2023, un chiffre d'affaires de 186,6 M€ avec un effectif de 1700 employés.

## Historique
En 1984, la société grenobloise Hardis est créée dans le monde des services informatiques par quatre amis d'université. Elle est baptisée des initiales des départements régionaux (Haute-Savoie, Ain, Rhône, Drôme, Isère et Savoie). Elle se donne pour vocation la prestation de services dans l'environnement IBM/38, pour lequel l'offre est presque inexistante. L'un des fondateurs met également en œuvre des actions de formation dans le domaine de la micro-informatique.
Christian Balmain et ses associés songent alors à diversifier leur activité de prestations de services vers une activité d'édition de progiciels. Aussi, à la fin de l'année 1986, la rencontre avec Denis Vedda entraîne la fondation d'une structure consacrée à la recherche et au développement de produits spécifiques. Ils décident ensemble de développer un Atelier de Génie Logiciel pour la plateforme IBM. La sortie de l'AS/400 en 1989 et l'élan donné par IBM aux outils de développement permettra le décollage d'Adélia.
Dix ans plus tard, Adélia s'octroie 65 % du marché français. Forts de ce succès français, les dirigeants visent l'export avec une version anglaise de l'AGL. Un réseau de filiales et de distributeurs est progressivement mis en place en Allemagne, Italie, Royaume-Uni, USA, Mexique, etc.
Dans le même temps, le progiciel de paye Saphyr est créé. Au fil des ans, ce progiciel est complété par divers modules qui le transforment en un outil de gestion des ressources humaines. 
Mais la vocation d'Hardis ne se limite pas au seul métier d'éditeur de progiciels. L'entreprise se veut spécialiste à la fois sur le plan des applications (progiciels, développements spécifiques…) ainsi que sur le plan de la revente de matériel AS/400 et des services associés (téléadministration, télé exploitation, etc.). L'activité de services s'est fortement développée dans les domaines variés : délégation de personnel en régie et au forfait, expertise système, formation, consulting. 
Dès 1992, les dirigeants d'Hardis décident de se positionner sur un autre marché qui leur semble prometteur : la logistique. 
Une nouvelle équipe de développement est mise en place pour créer le progiciel Reflex. Ce progiciel est maintenant répandu sur le marché de la logistique et le département Reflex, qui joue également le rôle d'intégrateur de la solution, est l'un des plus importants du groupe,,,. L'évolution du marché va aussi dans le sens de la micro-informatique et Hardis propose des versions multiplateformes de ses progiciels. 
Peu de temps après, Internet arrive en force et tout le monde ne parle plus que des "NTIC". Hardis ne veut pas rester en arrière et décide d'investir dans cette nouvelle activité. Dans le même temps, les dirigeants souhaitent compléter leur offre de services en proposant des prestations de conseil. L'opportunité se présente alors de racheter un cabinet conseil qui deviendra Hardis Conseil, spécialisé en assistance à maîtrise d'ouvrage (AMOA).
Hardis développe fortement son activité de services dans tous les domaines. L'accent a été mis sur le décisionnel grâce à une nouvelle croissance externe avec le rachat, début 2002, de la société Logi-Tech Informatique. En 2009, Hardis fête ses 25 ans, ouvre son capital aux salariés et dépasse l'effectif de 500 personnes. En 2010, la société ouvre un 3e data center du Groupe à Lyon.
Hardis rachète l’éditeur lillois Sextant. Son produit de gestion des transports Synersys devient Reflex TMS. En 2011, la société est lauréate du Palmarès Employeurs Région Job en Rhône-Alpes dans la catégorie PME.  
Après 25 années de collaboration avec IBM, le Groupe Hardis remporte le prix du partenaire de l’année, pour l’Europe du Sud-Ouest, dans la catégorie Top Midmarket Business Partner aux IBM Choice Awards.
En septembre 2012, le groupe se positionne 69e du Top 250 des éditeurs de logiciels français (selon une étude menée par Ernst & Young et Syntec  Numérique avec un panel de plus de 400 entreprises).
Durant l'année 2013, Hardis nomme Nicolat Odet et Yvan Coutaz aux postes de directeurs adjoints, tous deux ayant rejoint la société en 2000.
En septembre 2014, après plusieurs années de liens avec Grenoble École de management, Hardis signe un accord de partenariat avec cette école afin de consolider leur positionnement respectif sur le marché des technologies, de l'ingénierie et de la numérisation des services. En 2017, la société franchit la barre des 1 000 salariés.
Hardis s'implante en 2018 sur le polygone scientifique de Grenoble. L'année 2017 voit l'ouverture d'un bureau à Genève, puis l'année suivante en Espagne (Madrid) ainsi qu'aux Pays-Bas (Utrecht). 
Le drone inventoriste EyeSee reçoit en 2017 le CES Award de Las Vegas puis l'année suivante celui de Shangai.
Lors de l'année 2019, Nicolat Odet et Yvan Coutaz prennent respectivement le poste de président et de directeur général en réinvestissant dans la société.
Hardis affiche un chiffre d'affaires de 119,4 millions d'euros pour l'année 2020 avec la fermeture du bureau Suisse (Genève) la même année. 
En 2021, le groupe ouvre une nouvelle filiale en Pologne. L'année suivante, Hardis rachète la société Carrenet qui devient Cloudity.
L'année 2023 est marquée par le rachat de la société Sislog , éditeur espagnol d'un logiciel de gestion d'entrepôt. Hardis affiche un chiffre d'affaires de 186,6 millions d'euros cette même année.
En 2024, le groupe annonce avoir pris une participation majoritaire au capital de son partenaire Hardis Italia, créé en 1995 pour distribuer et intégrer ses solutions logicielles Reflex.

## Métiers et activités
Les métiers fournis par Hardis sont la numérisation des services, la gestion et transformation des Systèmes d'Information et l'optimisation de l'expérience client et la performance Supply Chain.

## Chiffres clés
- Date de création : 1984
- Siège social : Grenoble
- Agences : Lille, Lyon, Nantes, Paris, Bordeaux, Madrid, Utrecht, Varsovie.et Milan.
- Capital du groupe Hardis : 11 173 146 €
- 1700 employés
- 2 500 clients
- Chiffre d'affaires : 2016 : 83,3 M€, 2017 : 99,1 M€, 2018 : 116,4 M€, 2019 : 120,9 M€, 2020 : 119,4 M€[23]

## Partenariats
‌En août 2022, Hardis Group devient sponsor maillot du FC Grenoble depuis la saison 2022-2023.